# سمتک
سمتک (انگلیسی: Semtech) شرکت الکترونیک آمریکایی است، که در سال ۱۹۶۰ تأسیس شد.